# Cocoșul galic

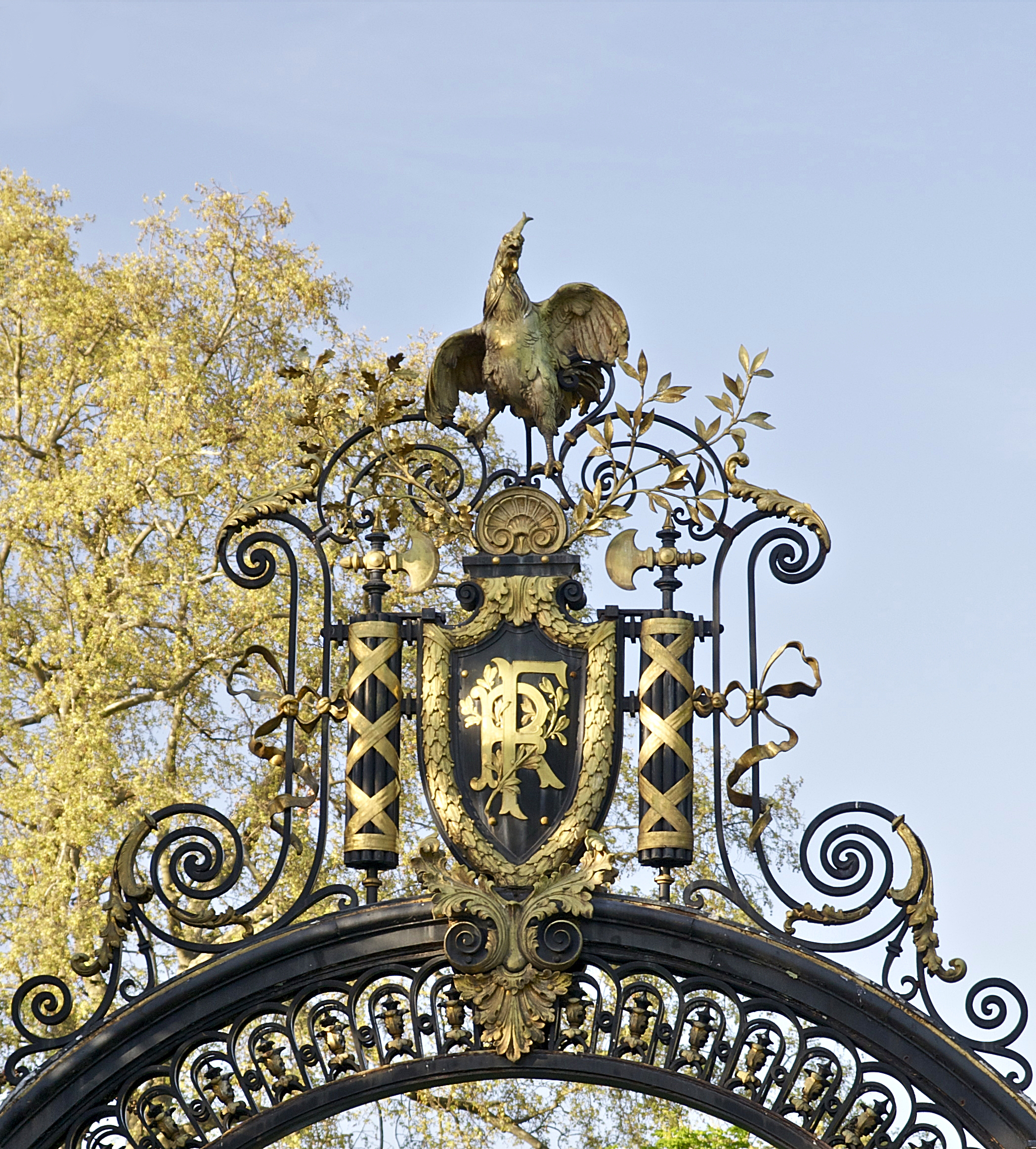
Cocoș galic pe poarta grădinii Palais de l'Elysée din Paris, reședința oficială a Președintelui Franței.

Cocoșul galic (în franceză le coq gaulois, provine de la cuvântul latin gallus care înseamnă atât galic, cât și cocoș) este simbolul neoficial al Franței ca națiune, spre deosebire de Marianne, care reprezintă Republica Franceză și valorile sale, ca stat. El este de asemenea simbolul regiunii Valonia, componentă a statului federal Belgia, și a comunității francofone din această regiune. Simbolul cocoșului galic al Franței (în franceză, "le coq gaulois") este unul neoficial, dar încărcat de semnificații diferite, de la unele regaliste sau creștine, până la unele republicane, țintind către originea străveche a poporului francez.

## Franța
În vremea Imperiului Roman, Suetonius Tranquillus observa în lucrarea sa "Viețile celor 12 cezari," că în limba latină cocoșul (gallus) și galezii (Gallus) purtau același nume. Se spune că la originea acestui simbol al Galiei, și apoi al Franței, se află această omonimie sau jocul de cuvinte permis de ea.
Zeul Mercur era adeseori portretizat alături de un cocoș, o pasăre sacră pentru celții continentali. Iulius Cezar, în "De Bello Gallico," identifica unii zei venerați de gali folosind mai curând numele unor divinități romane apropiate de aceștia. Astfel, potrivit lui Cezar, "Mercur" era cel mai respectat zeu din Galia. Istoricii sunt de părere că acest "Mercur" era, de fapt, zeul irlandez Lug/Lugus.
În Evul Mediu, regii francezi au insistat asupra cocoșului galic din cauza simbolismului său religios, creștin, semnificând speranța și credința. Înainte de a fi arestat, Iisus i-a prezis lui Petru că se va lepăda de El de trei ori înainte să cânte cocoșul în dimineața următoare, ceea ce s-a și întâmplat.
Cântecul din zori al cocoșului reprezintă un simbol al victoriei zilnice a luminii asupra întunericului, a binelui asupra răului. De asemenea, această pasăre este o emblemă a atitudinii creștine de veghe și pregătire în vederea reîntoarcerii bruște, neanunțate, a lui Hristos pe pământ, a învierii morților și judecății de apoi. Din acest motiv, în decursul Renașterii, cocoșul a devenit un simbol al Franței ca stat catolic și a ajuns să fie popular sub forma sfârlezelor de vânt de pe acoperișurile caselor. În perioada domniei regilor Valois și Bourbon, efigia regală era frecvent acompaniată de un cocoș ca o reprezentare a Franței în gravuri și pe monede.
Popularitatea cocoșului a crescut odată cu Revoluția Franceză (1789-1799). Dacă în istoriografia regală originile Franței erau corelate cu botezul lui Clovis I (cel dintâi rege creștin al Franței) din anul 496, republicanii le-au amplasat în Galia străveche. Cocoșul galic a constituit astfel personificarea primilor locuitori ai Franței, galii.
Napoleon a înlocuit Republica cu Imperiul și simbolul cocoșului cu cel al vulturului, declarând, "Cocoșul nu are forță, nu poate fi imaginea unui imperiu asemeni celui al Franței." După o perioadă de absență, mișcarea revoluționară "Trois Glorieuses" din 1830 a reabilitat simbolul cocoșului galic, iar Ducele de Orleans a hotărât ca acesta să apară pe steagurile și nasturii uniformelor Gărzii Naționale.
Simbolurile Sfântului Petru
Marele sigiliu din a Doua Republica înfățișa Libertatea ținând o cârmă împodobită cu un cocoș, dar și aici era prezent vulturul, preferat de Napoleon al II-lea, ca un simbol al imperiului.
Sub a Treia Republică, porțile de fier forjat de la Elysee au căpătat numele de "porțile cocoșului" și această pasăre a fost încrustată între anii 1899 și 1914 pe monedele de aur de 20 de franci.
De-a lungul primului Război Mondial, crescândul sentiment patriotic a preschimbat cocoșul galic într-un simbol al rezistenței și vitejiei Franței în fața vulturului prusac. Utilizarea acestei imagini maniheiste, îndeosebi de către caricaturiștii și desenatorii vremii, a câștigat teren, și cocoșul a devenit în acest fel o emblemă a Franței izvorâtă din origini rurale, unul mândru, cutezător, curajos și fecund. A fost treptat asociat cu Franța și în alte țări, chiar dacă nu i s-au atribuit mereu conotații pozitive.
În prezent este folosit adesea ca și mascotă națională, mai ales în evenimente, competiții sportive din fotbal și rugby. Echipa națională de rugby a Franței este cunoscută ca Chanteclair în corelație cu cântecul cocoșului.
"Cocorico" este onomatopeea franceză pentru cântecul cocoșului ("cucurigu") și este frecvent utilizată ca o afirmare a patriotismului francez, de obicei cu o nuanță ironică, umoristică.
1. ↑  „Articolul LE COQ”. Site-ul web al Președinției franceze.